# Roseline Filion
Roseline Filion (Laval, 3 luglio 1987) è un'ex tuffatrice canadese, vincitrice di medaglie ai giochi olimpici e ai campionati mondiali di nuoto nel sincro da 10 metri con Meaghan Benfeito.
Si è ritirata nel gennaio 2017.

## Palmarès
- Giochi olimpici

Londra 2012: bronzo nel sincro 10m.
Rio de Janeiro 2016: bronzo nel sincro 10m.
- Mondiali di nuoto

Montréal 2005: bronzo nel sincro 10m.
Barcellona 2013: argento nel sincro 10m.
Kazan 2015: argento nel sincro 10m.
- Giochi panamericani

Guadalajara 2011: argento nel sincro 10m.
Toronto 2015: oro nel sincro 10m e argento nella piattaforma 10m.
- Giochi del Commonwealth

Melbourne 2006: bronzo nel sincro 10m.
Glasgow 2014: oro nel sincro 10m e argento nella piattaforma 10m.